# Tang Xingqiang
Tang Xingqiang, född 11 augusti 1995, är en friidrottare från Kina. Han deltog vid olympiska sommarspelen 2020.